# میکی مور
میکی مور (انگلیسی: Mickey Moore؛ ۱۴ اکتبر ۱۹۱۴ – ۴ مارس ۲۰۱۳ (۹۸ سالگی)) هنرپیشه و کارگردان اهل کشور ایالات متحده آمریکا و زادهٔ کشور کانادا بود.